# Mäbenberg

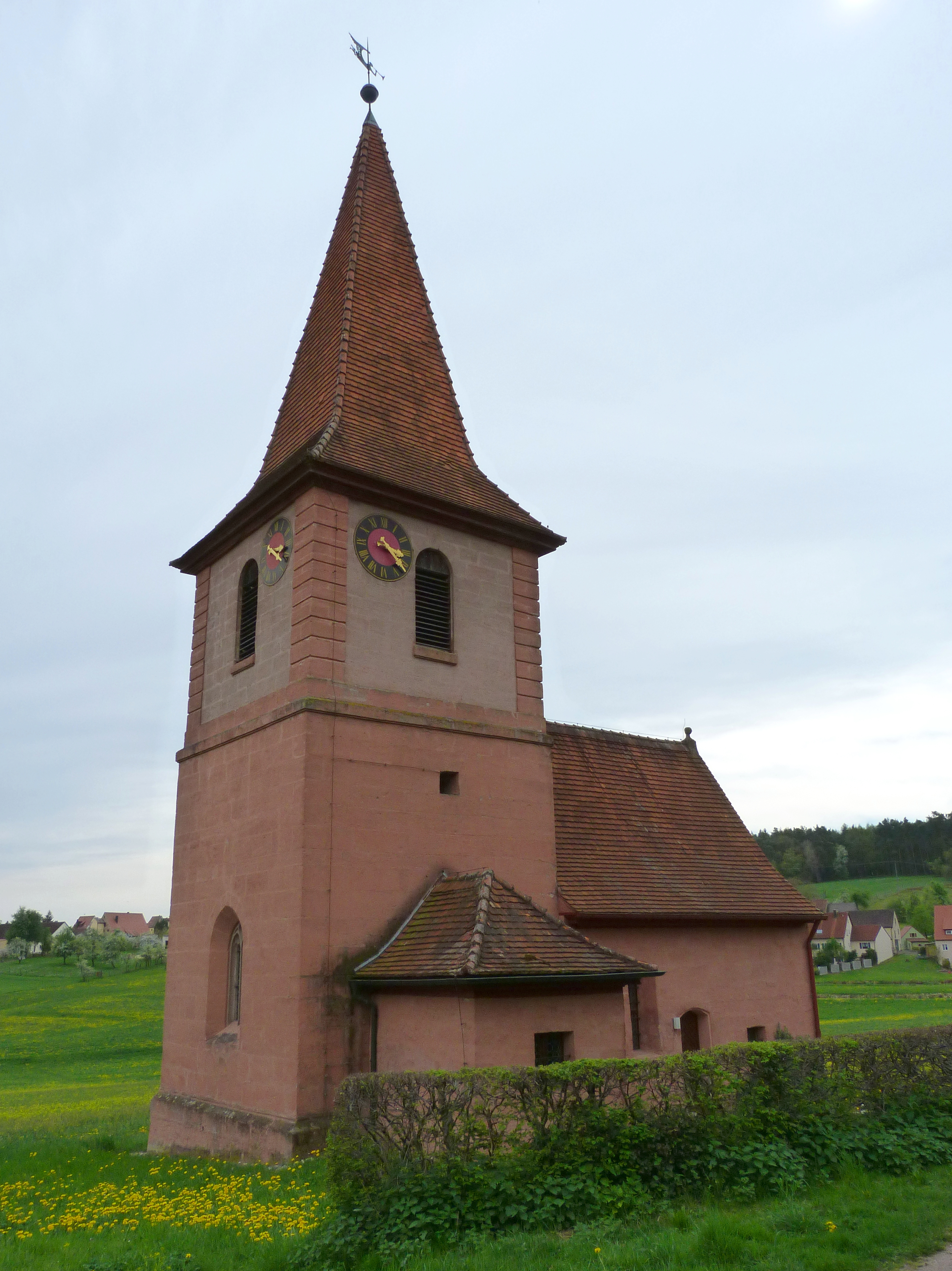
Kirche St. Oswald

Mäbenberg (fränkisch: Mämberch) ist ein Gemeindeteil der Gemeinde Georgensgmünd im Landkreis Roth (Mittelfranken, Bayern). Die Gemarkung Mäbenberg hat eine Fläche von 5,169 km². Sie ist in 810 Flurstücke aufgeteilt, die eine durchschnittliche Fläche von 6381,10 m² haben.

## Geografie
Mäbenberg ist ein Straßendorf, dessen Häuser, dem Verlauf der Straße folgend, sich bogenförmig um einen weiten Wiesengrund sammeln. Das alte Zentrum des Ortes, wo das kleine Rittergut gelegen haben mag, kennzeichnet das 1489 erbaute ochsenblutrot gestrichene Kirchlein St. Oswald. Im Ort entspringt der Rittersbach, ein linker Zufluss der Rednitz. Im Westen grenzt der Abenberger Wald an. 0,5 km westlich erhebt sich in diesem der Leitenberg (469 m ü. NHN). Im Norden liegt das Waldgebiet „Breitenlohe“, im Osten das „Kappental“ und der „Eichenbühl“, im Südosten der „Ungerbühl“ und das Waldgebiet „Urläß“ und im Süden das Waldgebiet „Speck“.
Gemeindeverbindungsstraßen führen nach Weinmannshof (1,8 km nordöstlich), Rittersbach (1,4 km östlich) und Georgensgmünd (3,1 km südlich) jeweils zur Staatsstraße 2224. Weitere Gemeindeverbindungsstraßen führen nach Untersteinbach ob Gmünd zur Kreisstraße RH 9 (2,5 km südwestlich) und nach Asbach (1,1 km nördlich).

## Geschichte
Funde aus dem Jahre 1840 lassen darauf schließen, dass Mäbenberg bereits in der Bronzezeit eine Siedlung war. Der Bauer Matthias Kühnlein fand in diesem Jahr auf der damals als „Wolfsacker“ bezeichneten Flur einige bronzene Gegenstände, darunter ein mit einem Sandsteindeckel verschlossener tönerner Topf von ca. 30 cm Durchmesser. Er wurde ca. 1 m unter der Oberfläche gefunden. Folgende Gegenstände befanden sich darin: ein Bronzemesser, einige Bronzeringe, Gewandnadeln und Armreife. Auch Wolfszähne wurden in der Grube entdeckt. 1842 wurden die Funde nach Ansbach versendet und sind seitdem verschollen.
1182 wurde ein Otto von Makkenberg urkundlich erwähnt. Das Adelsgeschlecht hatte sich wie üblich nach dem Ort benannt, an dem es ansässig war. Somit ist dessen Erwähnung gleichzeitig die erste urkundliche Erwähnung des Ortes. 1364 wurde der Ort „Magenberg“ genannt, von 1567 bis 1655 „Mamberg“, 1653 dann in der Form „Mabenberg“. Das Bestimmungswort des Ortsnamens ist Mago, der Personenname des Siedlungsgründers.
Die Herren von Megenberg waren Gefolgsleute der Herren von Abenberg. Sie erhielten ihr Lehen ab 1300 von den Nürnberger Burggrafen. Ab dem 15. Jahrhundert lebte kein Adel mehr in Mäbenberg und das Rittergut befand sich in bäuerlichem Besitz.
Gegen Ende des 18. Jahrhunderts gab es in Mäbenberg 28 Anwesen (4 Ganzhöfe, 3 Halbhöfe, 9 Köblergüter, 1 Gut mit Tafernwirtschaft, 1 Gut mit Schmiede, 9 Gütlein, 1 Ziegelhütte). Das Hochgericht übte das brandenburg-ansbachische Oberamt Roth aus, die Dorf- und Gemeindeherrschaft sowie die Grundherrschaft über alle Anwesen hatte die Altschell’sche Rentenverwaltung, die Teil des Ritterkantons Altmühl war. Neben den Anwesen gab es noch die Kirche St. Oswald und ein Gemeindehirtenhaus. Im Jahre 1801 gab es im Ort 26 Anwesen.
Von 1797 bis 1808 unterstand der Ort dem Justiz- und Kammeramt Roth. 1806 kam Mäbenberg an das Königreich Bayern. Im Rahmen des Gemeindeedikts wurde es dem 1808 gebildeten Steuerdistrikt Rittersbach zugewiesen. 1811 entstand die Ruralgemeinde Mäbenberg, zu der Hämmerleinsmühle gehörte. Sie war in Verwaltung und Gerichtsbarkeit dem Landgericht Pleinfeld (1858 in Landgericht Roth umbenannt) zugeordnet und in der Finanzverwaltung dem Rentamt Spalt (1919 in Finanzamt Spalt umbenannt). Die freiwillige Gerichtsbarkeit hatten jedoch bis 1848 die Patrimonialgerichte Mäbenberg I und II inne. Ab 1862 gehörte Mäbenberg zum Bezirksamt Schwabach (1939 in Landkreis Schwabach umbenannt). Die Gerichtsbarkeit blieb beim Landgericht Roth (1879 in Amtsgericht Roth umbenannt), seit 1970 ist das Amtsgericht Schwabach zuständig. Am 31. März 1910 wurde die Hämmerleinsmühle nach Georgensgmünd umgemeindet. 1932 wurde das Finanzamt Spalt aufgelöst. Seitdem gehörte Mäbenberg zum Finanzamt Schwabach. Die Gemeinde hatte bis 1952 eine Gebietsfläche von 5,170 km². 1964 hatte sie eine Gebietsfläche von 4,641 km². Am 1. Juni 1972 wurde Mäbenberg nach Georgensgmünd eingegliedert.

### Der Druidenstein
▼

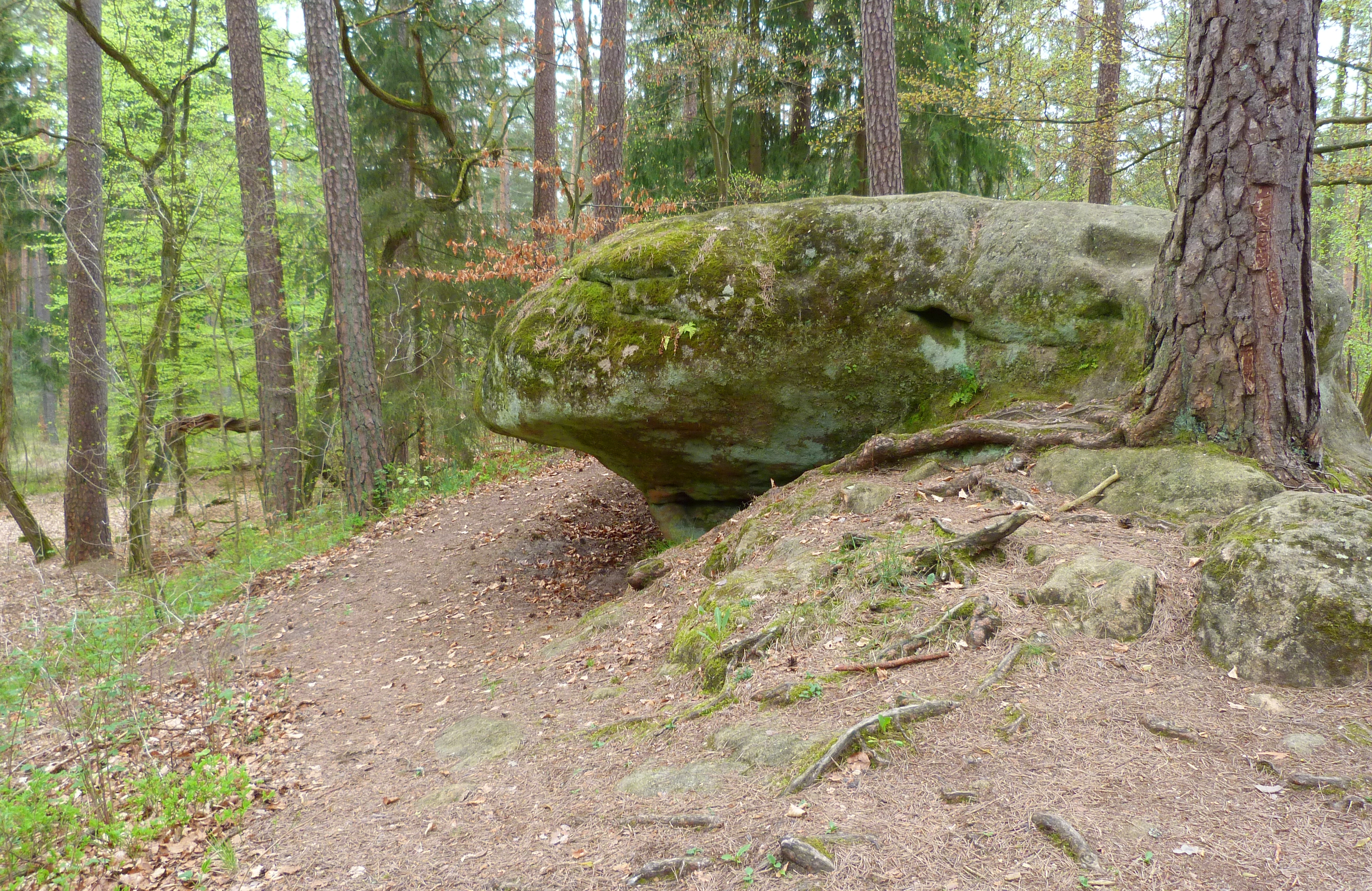
Der Druidenstein

Der auffallende Sandsteinfelsen Druidenstein im Mäbenberger Wald, zwischen Abenberg und Georgensgmünd, wurde 1465 erstmals als markantes Flurzeichen „Hohlzeichen“ erwähnt. Sagen um den Felsen als Opferplatz keltischer Priester gaben dem Stein im 19. Jahrhundert seinen Namen. Die „Blutrinne“ und der „Königssitz“ kamen erst Anfang des 20. Jahrhunderts in den Stein. In alten Karten sind südlich des Steins einige Hügelgräber und eine keltische Siedlung verzeichnet, was auf eine eventuelle kultische Nutzung schließen lässt.

### Baudenkmäler
In Mäbenberg gibt es 15 Baudenkmäler:
- Abenberger Wald 2: Ehemaliges Wohnstallhaus
- Konrad-von-Megenberg-Str. 16, 18, 21, 28, 32, 33, 43, 45: Bauernhöfe
- Konrad-von-Megenberg-Str. 32: Hirtenhaus
- Konrad-von-Megenberg-Str. 35, 39, 44, 54: Hopfenscheunen
- Konrad-von-Megenberg-Str. 37: Ehemaliger Forsthof
- Konrad-von-Megenberg-Str. 50: St. Oswald, evangelisch-lutherische Kirche als spätgotische Chorturm-Anlage, 1489; mit Ausstattung
- Bildstock

### Einwohnerentwicklung
| Jahr      | 1818   | 1840   | 1852   | 1855   | 1861   | 1867   | 1871   | 1875   | 1880   | 1885   | 1890   | 1895   | 1900   | 1905   | 1910   | 1919   | 1925   | 1933   | 1939   | 1946   | 1950   | 1952   | 1961  | 1970   | 1987   | 2012 | 2018 |
| Einwohner | *205   | *271   | *319   | *328   | *325   | *336   | *322   | *339   | *353   | *287   | *381   | *383   | *341   | *318   | 297    | 300    | 313    | 315    | 270    | 339    | 326    | 315    | 312   | 361    | 321    | 416  | 405  |
| Häuser    | *39    | *38    |        |        |        |        | *57    |        |        | *61    | *63    |        | *60    |        |        |        | 59     |        |        |        | 64     |        | 73    |        | 100    |      | 150  |
| Quelle    | [ 21 ] | [ 22 ] | [ 23 ] | [ 23 ] | [ 24 ] | [ 25 ] | [ 26 ] | [ 27 ] | [ 28 ] | [ 29 ] | [ 30 ] | [ 23 ] | [ 31 ] | [ 23 ] | [ 32 ] | [ 23 ] | [ 33 ] | [ 23 ] | [ 23 ] | [ 23 ] | [ 15 ] | [ 23 ] | [ 1 ] | [ 34 ] | [ 35 ] |      |      |

## Religion
Mäbenberg ist seit der Reformation evangelisch-lutherisch geprägt und bis heute nach St. Maria (Rittersbach) gepfarrt. Die Einwohner römisch-katholischer Konfession waren ursprünglich nach St. Jakobus (Abenberg) gepfarrt, heute ist die Pfarrei St. Wunibald (Georgensgmünd) zuständig.

## Vereine
- Freiwillige Feuerwehr Mäbenberg (offizielle Gründung 1899)[37]
- Kerwaboum Mäbenberg (Gründung als Verein am 21. Mai 1993)[38]
- Soldaten- und Kameradschaftsverein Mäbenberg (Gründung 1923)
- Schützenverein Ludwigshöhe (Gründung 1964)

## Wirtschaft
Der Hopfenanbau führte im 19. Jahrhundert zu bescheidenem Wohlstand. Vor dem Zweiten Weltkrieg war Mäbenberg eine Hochburg der Schindelmacher, von denen heute kein einziger übriggeblieben ist, der dieses alte Handwerk noch beherrscht.

## Söhne und Töchter
- Konrad von Megenberg (1309–1374), Theologe und Gelehrter[39]